# (10217) Richardcook
(10217) Richardcook (1997 SN4) – planetoida z pasa głównego asteroid okrążająca Słońce w ciągu 4,24 lat w średniej odległości 2,62 j.a. Odkryta 27 września 1997 roku.